# Бельпберг (коммуна)
Бельпберг (нем. Belpberg BE) — бывшая коммуна в Швейцарии, в кантоне Берн. С 1 января 2012 года вошла в состав коммуны Бельп.
До 2009 года входила в состав округа Зефтиген, с 2010 года - в Берн-Миттельланд. Население составляет 387 человек (на 31 декабря 2006 года). Официальный код — 0862.